# فرنان بولمان
فرنان بولمان (فرانسوی: Fernand Boulmant‎) دوچرخه‌سوار اهل فرانسه بود. وی در بازی‌های المپیک تابستانی ۱۹۲۰ شرکت کرده است.